# Raguzai költők listája

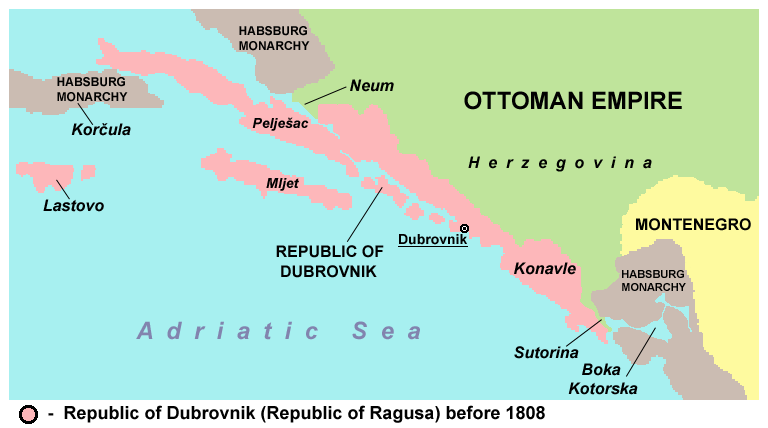
A Raguzai Köztársaság kiterjedése 1808 előtt

A Raguzai Köztársaság a 14. században alakult a mai Horvátország területén. Az első dubrovniki petrarkista költők a 15. század második felében jelentek meg, verseik legtöbbje az 1507-ben kezdett Nikše Ranjine kódexben maradt fenn. Nikša Ranjina dubrovniki patrícius volt, aki reneszánsz emberhez méltóan szenvedélyesen gyűjtötte a könyveket és a legkülönfélébb szövegeket. A gazdag versanyag a ragúzai költészet és egyben a horvát petrarkisták gyöngyszemei, melyekre Dalmácia és a Velencei Köztársaság szomszédjaként erős olasz hatás volt jellemző, és először ezen a nyelven, majd később horvátul és szerbül jelentek meg.

## Marulics Márk(Marko Marulić)
1450-ben született Spalatoban (Split)-ben, majd Raguzában (Dubrovnik)-ban telepedett le. Latin nyelvű moralizáló művekkel kezdte irodalmi pályafutását a reneszánsz humanista költő. Élete horvát nyelvű főművében, a Juditban kora lelkiismeretét ébresztgette a népet és a városát közvetlen pusztulással fenyegető török veszedelem ellen. Ez a figyelmeztetés allegorikus volt, de kortársai olyannyira megértették; hogy műve egymás után három kiadást ért meg. (Az első 1521-ben, Velencében). A szülővárosát, Bethuliát pusztulástól megmentő, bibliai Judit történetét dolgozta fel az eposz. Latin nyelvű főművét, a De institutione bene vivendi, először 1506-ban nyomtatták ki, hamarosan Európa-szerte harmincöt kiadást ért meg. 1524-ben hunyt el.

### Sziszmond Mencsetics Vlahovics(Šišmundo (Šiško) Menčetić Vlahović)
Raguzában született 1457 és ott is halt meg 1527. Régi nemesi családból származott, iskoláit szülővárosában végezte. Fiatalon igen kicsapongó életet élt, emiatt sokszor megbüntették. Később fényes közéleti pályát futott be, 1521-ben és 1524-ben a városköztársaság rektora volt. A raguzai petrarkista trubadúrköltészet megalapítója, verseiben a női szépséget, a szerelmi gyönyört és a bánatot énekelte meg. Igen sok költeménye maradt fenn, életműve tematikailag szegényes, egyhangú.

### Mencsetics Zsigmond(Vladislav Menčetić)

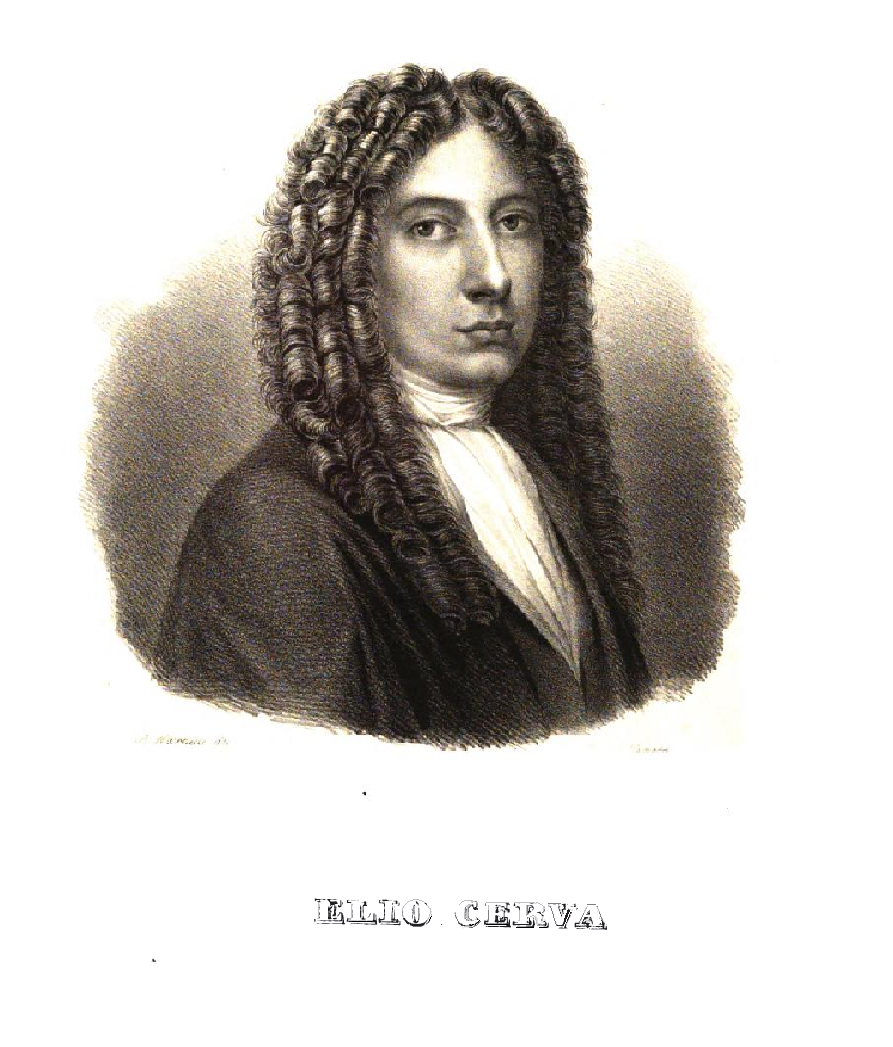
Ilija Crijević arcképe

Pontos születési dátuma nem ismert, valamikor 1600 táján láthatta meg a napvilágot. A földrajzi és gazdasági helyzetéből adódóan a törökkel békés együttélésre törekvő Raguzában csupán egy kardforgató költő akadt, aki hadvezéri képességgel is rendelkezett, s aki – mint északi kortársai, a Zrínyiek – kardot és tollat is egyaránt ügyesen forgatta. Ezért nem véletlen, hogy már öregkorában írt legfőbb költői műve, a Szláv harsona (Trub ja slovenska, Ancona, 1665), nagy példaképéről, az „északi csillagról", Zrínyi Péter horvát bán és hadvezérről, a szigetvári hős unokájáról, Zrínyi Miklós testvéréről szól. A dubrovniki katonaköltővel akkor ismerkedett meg, amikor Zrínyi Péter 1654-ben járt a cattarói (kotori) öbölben. Tőle várta a szláv népek felszabadítását. Nem sejthette, hogy a bécsújhelyi vérpad – hősének végzete – milyen közel van. 1666-ban érte a halál.

### Drzsics György(Džore Držić)
Az 1461-ben született költő Menćetic' mellett a legrégibb, anyanyelvén verselő dubrovniki költő. Líráján a horvát-szerb népköltés hatása érződik a korabeli olasz költészet hatásán kívül. Verselése gazdag és bensőséges. A helyi irodalomtörténet „nyelvünk első fényességének" nevezi. 1501-ben 40 évesen hunyt el.

### Ilija Crijevics(Ilija Crijević)
1460 vagy 1463-ban született Raguzában és ott is halt meg 1520-ban. Rómában tanult, mestere Pomponius Laetius volt. Rómában oly nagy tekintélyű volt, hogy a költői koszorúra is méltónak találták. Raguzába történő visszatérése után különféle hivatalokat töltött be szülővárosában, 1494-től 1504-ig, valamint 1510-től haláláig iskolai rektor volt. Egy 1510 körül egy forrás mint kanonokot említi. Munkái kéziratban maradtak fenn. Magyar vonatkozású költeményeit, beszédeit, leveleit Hegedűs István publikálta. Ismert egy Flavia nevű római leányhoz írott szerelmes versei, valamint hazafias ódái is.

### Lucsics Hannibál(Hanibal Lućić)

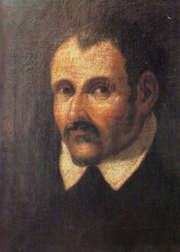
Hanibal Lućić (1485 – 1553)

Az 1485-ben született költő költészetére elsősorban az olasz költők, Petrarca és Ariosto hatott, de érezhető benne a horvát népköltészet is. Horvát főnemesi családból származott, Hvar szigetén élt, amíg ezt az idillikus csendet a parasztháborúk odáig érő hullámai megzavarták (1510 és 1514). A főúri költő Splitbe és Trogirba menekült. 1519-ben verseit 22 költemény kivételével elégette, csupán ennyit hagyott meg. Ovidiust, Petrarcát és Ariostót fordította. A Dubrovnik dicséretére írott versében a városköztársaság arisztokráciáját dicsőítette. Ez a cél vezérelte drámájának, A rabnőnek (Bobinja) megírásában is. 1553-ban hunyt el.

### Vetranics-Cavcics Mór(Mavro Vetranić-Cavcić)
Az 1482-1576 élt költőt a lírikusok közé sorolják ismert művei, a Remeta (Az eremita), a Putnik (A vándor) és az Italija után. Azonban drámaíróként is tevékenykedett, az ő műve a Robinja (A rabnő) című dráma. Vallási témájú versei, misztériuma az Ábrahám áldozata, a Krisztus feltámadása.

### Hektorovics Péter(Petar Hekterović)
Hvar szigetén született 1487-ben. A török betörésekor (1539) öreg édesanyjával hajón menekült Itáliába; a 98 napig tartó tengeri utat egy episztolában örökítette meg. Édesapja Hvar egyik leggazdagabb patríciusa volt, aki Velence segítségét kérte a felkelő nép ellen. Fia, a költő egész életében végig őrizte elfogulatlanságát és a nép iránti szeretetét, s ez különösen Halászat (Ribanje i ribarsko prigovaranje, 1566) című eposzában nyilvánul meg. Az egész művet a maga osztályhelyzetéhez és korához képest demokratikus szellem lengi át, a mű egyszerű, természetes és életteljes. A halászat apró részleteit megörökítő költői leírás legfőbb értéke, hogy Hektorović elsőnek jegyezte fel és iktatta művébe, dallamukkal együtt, a nép lírai és balladaszerű énekeit, melyeket a halászoktól hallott. 1572-ben halt meg szülőföldjén 85 éves korában.

### Csubranovics Endre(Andrija Čubranović)
A helyi költők új generációjának iránymutatója a raguzai költészet 16. századi fejezetében. Nevét a Jedjupka (A cigánynő) munkája tette ismertté. A mű nem egészen eredeti, részben Mikša Pelegrinovič „Jupka” című versének átvétele. Čubranović változatának csiszolt verselése, illetve derűs líraisága felülmúlja Pelegrinovič versét, és a horvát reneszánsz egyik legértékesebb alkotásává teszi a művet.

### Naljeskovics Miklós(Nikola Naljesković)
Komédiák és pásztorjátékok maradtak fenn munkásságából.

### Drzsics Marino(Marin Držić)
A pásztorjátékok legnagyobb mestere és vígjátékíróként tarja számon az irodalomtörténet az 1508 körül született költőt. A Dundo Maroje című komédiáját a Magyar Nemzeti Színházban is bemutatták. Irodalmi pályafutását versekkel, pasztorálék írásával kezdte. Lírai verseit 1551-ben adta ki, első drámai műveivel, a Tirena és a Vénusz és Adonisz története című pásztorjátékkal, valamint a Sztanac története című parasztkomédiával együtt. Kalandos, változatos élete volt; örök diák és bohém, harmincéves, amikor a sienai egyetemen tanulni kezd, negyven felé közeledik, amikor hazatér Dubrovnikba. Ifjúkora óta klerikus, de csak élete vége felé szentelik fel pappá, s ekkor sem kap papi stallumot. Csaknem négy évig dolgozik a dubrovniki „sóhivatalban", ahol a szenátus az anyagi csődbe jutott embereket foglalkoztatja. Végül mint népbarát író az arisztokratikus oligarchia, a nemesi önkényuralom ellen támad, s arra kényszerül, hogy utolsó éveiben elhagyja hazáját, Velencében telepedjék le, s ott is halt meg 1567-ben önkéntes száműzetésben, mint a velencei pátriárka káplánja.

### Ranjina Dinko(Dinko Ranjina)
Szerelmi dalok, vígjátékok, tanköltemények és idillek kötődnek a nevéhez.

### Zlatarics Dinko(Dinko (Dominko) Zlatarić)
A tankölteményírás jeles képviselője.

### Gundulics János(Ivan Gundulić)

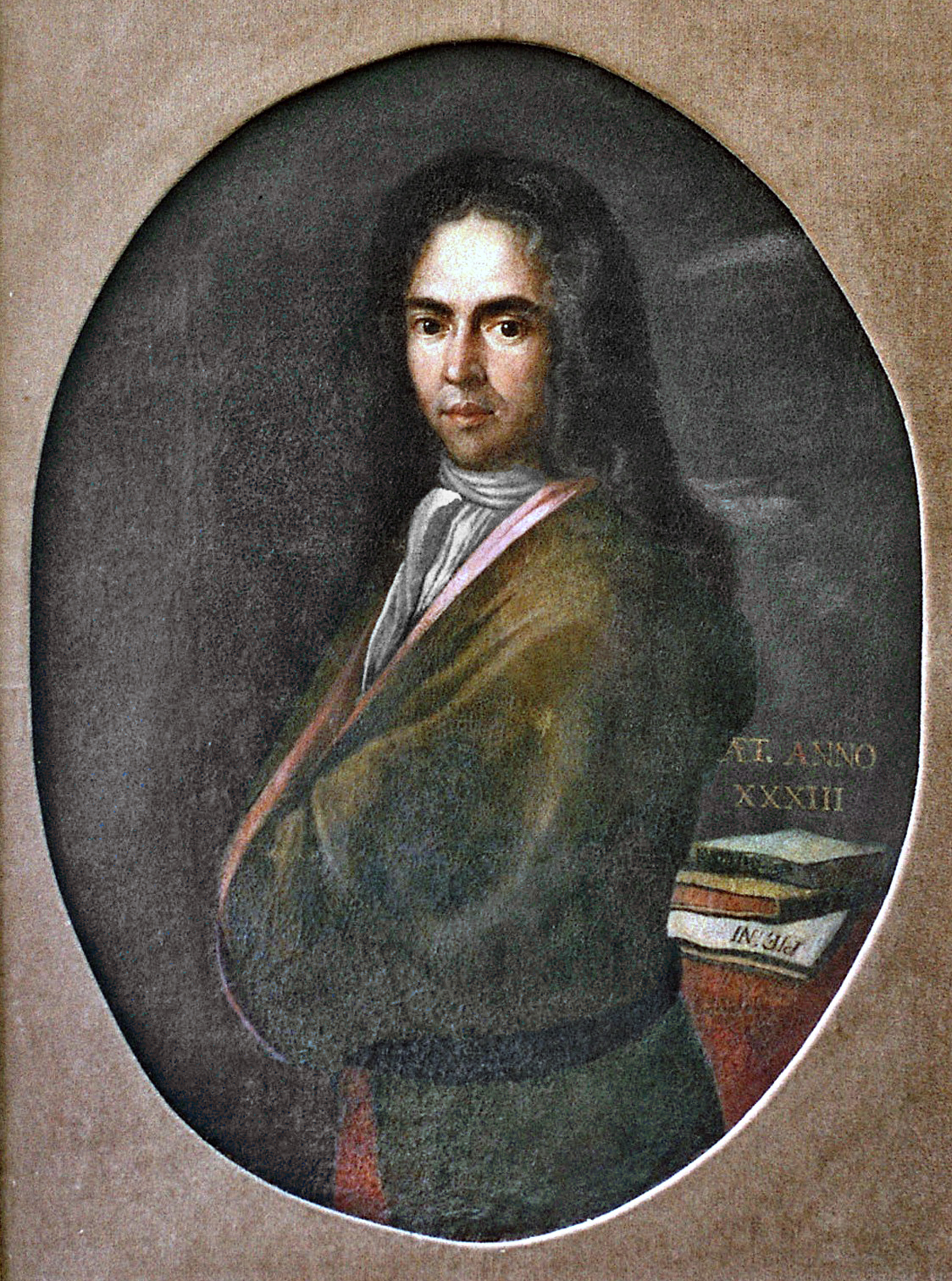
Ivan Gundulić (1589 - 1638)

1589-ben született a raguzai költészet legnagyobb alakja, Ivan Gundulić. Dubrovnik gazdagon áradó barokk korszakának legnagyobb költője volt, s bár patrícius származásánál fogva a közéletben is részt vett, tehetsége kora ifjúságától a költészethez vonzotta. Művészetét a keresztény moralista világnézet és a nemzeti érzés kettőssége jellemzi. Legkiválóbb művét, a Dubravkát, ezt az allegorikus pásztorjátékot először 1628-ban mutatták be Dubrovnikban, századunkban pedig szinte újjászületett; ma is szívesen és gyakran játsszák. A pásztorjáték külsőségei mögött súlyosabb mondanivaló rejtőzik; a nép szabadságának dicsőítése. 1638-ban bekövetkezett haláláig két életművet hagyott hátra, A tékozló fiú könnyei-t és az Oszmán című eposzt.

### Palmotics Junius(Junije Palmotić)
A második legjelentősebb raguzai irodalom képviselője. Drámák, egy vallásos eposz (Christias) és lírai költemények szerzője.

### Palmotics-Dionorics Jakab(Jaketa Palmotić Dionorić)
A város hanyatlása idejéből való költő, a Dubrovnik obnovljen (Az újjáépült Raguza) címmel örökítette meg a földrengés utáni hanyatlást.

### Djorjics Ignác
Főleg tan- és vallási költeményeket írt.

### Kacics Miosics András(Andrija Kacić-Milosić)
Dalmáciában született 1704-ben, de a ferencesek budai főiskolájában tanult filozófiát és hittudományt (1721-1727), majd ő maga is ferences rendi szerzetes lett. Hazájába visszatérve felismerte a népdalok széjelségét, s főművében, A szláv nemzet kellemetes társalkodásában (Razgovor ugodni naroda slovinskoga, 1756), fel is használta őket. Ezzel a régi dalmát és az új horvát-szerb irodalom közti átmenet költőjévé vált. Könyve a délszláv népek teljes történelmét felöleli, de legrészletesebben a törökkel folytatott harcait írja le. A szegényeknek, parasztoknak, pásztoroknak írt könnyed, érthető hangú krónika hamarosan két kiadást ért meg. 1760-as halála is jelkép: a nyomorgó lakosságnak gyűjtött búzát, nagy eső érte utol, és tüdőgyulladásban halt meg.

### Djan Dzora Palmotics
1606-ban született. Nevét kora szelleméhez igazodó romantikus lovagi is mitológiai tárgyú melodrámái tették híressé, ő maga Kristiada című költői elbeszélését tartotta legjobbnak, amelyen haláláig csiszolgatott, s mely csak halála után jelent meg 1670-ben, Rómában. Pavlimir című drámájában a dukjai pap krónikája alapján megírta Dubrovnik keletkezését, és dicsőséges jövőt jósolt neki. 1657-ben hunyt el.

## Külső hivatkozások
- Mussafia Adolf: Dalmácia irodalma. ford.Király Pál. Tankönyvtár. (Hozzáférés: 2010. szeptember 19.)
- Пјесме Ђорета Држића (szerb nyelven). rastko.rs. (Hozzáférés: 2010. szeptember 11.)
- Horvát nyelv- és irodalom
- Hektorović Péter röviden tömören
- A Marin Drzic House honlapja